# بوب والتون
بوب والتون هو لاعب هوكي الجليد كندي، ولد في 5 أغسطس 1912 في أوتاوا في كندا، وتوفي في 3 سبتمبر 1992.

## وصلات خارجية
- بوب والتون على موقع دوري الهوكي الوطني (الإنجليزية)
- بوب والتون على موقع EliteProspects.com (الإنجليزية)
- بوب والتون على موقع HockeyDB.com (الإنجليزية)
- بوب والتون على موقع Hockey-Reference.com (الإنجليزية)